# Le Destin de Iouri Voronine
Le Destin de Iouri Voronine est un roman de Henriette Jelinek paru le 1er août 2005 aux éditions de Fallois et ayant reçu le Grand prix du roman de l'Académie française la même année.

## Résumé
Un émigré russe se trouve propulsé, à la mort de sa femme, dans la vie luxueuse et déshumanisée de son fils. Il trouvera le salut et la paix en se réfugiant dans un couvent orthodoxe.

## Éditions
- Le Destin de Iouri Voronine, éditions de Fallois, 2005  (ISBN 2877065650).